# Тапья
Тапья — река в России, протекает в Пермском крае. Длина реки составляет 10 км.
Начинается между деревней Новый Шагирт и урочищем Пальниковское. Течёт в общем юго-восточном направлении через деревни Тапьюшка и Малая Тапья. В низовьях поворачивает на восток. Устье реки находится в 13 км по правому берегу реки Ирмиза.
В долине реки имеются нефтяные скважины.

## Данные водного реестра
По данным государственного водного реестра России относится к Камскому бассейновому округу, водохозяйственный участок реки — Буй от истока до Кармановского гидроузла, речной подбассейн реки — бассейны притоков Камы до впадения Белой. Речной бассейн реки — Кама.
Код объекта в государственном водном реестре — 10010101112111100016144.